# Scanno
Scanno là một đô thị thuộc tỉnh L'Aquila trong vùng Abruzzo của Ý. Ý. Đô thị này có diện tích 134 km², dân số 2133 người. Các đô thị giáp ranh gồm: Anversa degli Abruzzi, Barrea, Bisegna, Bugnara, Civitella Alfedena, Introdacqua, Opi, Pescasseroli, Pettorano sul Gizio, Rivisondoli, Rocca Pia, Villalago, Villetta Barrea